# Aeroportul Ambler
Aeroportul Ambler (IATA: ABL, ICAO: PAFM, FAA LID: AFM) este un aeroport din Alaska, Statele Unite ale Americii ce deservește zona Ambler⁠(d). Aeroportul a fost tranzitat în 2019 de 6.300 de pasageri. A fost numit după zona deservită.
Situat la o altitudine de 102 m, aeroportul dispune de 2 piste. Este operat de Alaska Department of Transportation & Public Facilities⁠(d).

## Infrastructură

### Piste
Aeroportul dispune de 2 piste. Pista 01/19 are dimensiunile 4.000 picioare × 75 picioare. Pista 10/28 are dimensiunile 2.410 picioare × 60 picioare. 